# Arashic
Arashic è il sesto album studio del gruppo musicale giapponese degli Arashi. L'album è stato pubblicato il 5 luglio 2006 dalla J-Storm ed ha raggiunto la prima posizione della classifica Oricon degli album più venduti in Giappone.

## Tracce
1. Wish - 4:27
2. Runaway Train - 3:37
3. Raise Your Hands - 3:46
4. Kitto Daijōbu - 4:53
5. Ready to Fly - 4:23
6. Caramel Song - 4:58
7. Cool & Soul - 3:53
8. Tabidachi no Asa - 5:31
9. I Want Somebody - 4:31
10. Secret Eyes - 4:52
11. Chou2 Arigatou - 4:06
12. Carnival Night Part 2 - 4:58
13. Silver Ring - 4:44
14. Love Parade - 4:21